# 4747 Jujo
4747 Jujo је астероид главног астероидног појаса са средњом удаљеношћу од Сунца која износи 3,005 астрономских јединица (АЈ).
Апсолутна магнитуда астероида је 11,5.